# Mariana Becker
Mariana Gertum Becker (Porto Alegre, 30 april 1971) is een Braziliaanse sportjournalist en televisieverslaggever voor Rede Bandeirantes. Sinds ze in 1995 bij Rede Globo in dienst trad, heeft ze in de loop van haar carrière verslag gedaan van voetbal, extreme sporten, watersporten, de World Surf League, Formule 1, de Sertões International Rally en de Olympische Zomerspelen van 2016 in Rio de Janeiro. In 2021 stopte ze met haar werk voor Rede Globo en ging ze werken voor Rede Bandeirantes.

## Biografie

### Jonge jaren en opleiding
Becker is geboren in 1971 in Porto Alegre. Ze is de dochter van een gynaecoloog en een afgestudeerde Engelse literatuur, en is een van de vijf kinderen in haar gezin. Alle vijf kinderen kregen van hun vader een gelijke behandeling. Becker begon vanaf haar 15e surfkampioenschappen bij te wonen, deed radiobulletins over de sport, en was ongeveer 17 jaar oud toen ze artikelen begon te schrijven over vrouwen die ze interessant vond. In 1989 schreef ze zich in aan de faculteit Sociale Communicatie van de Pontifícia Universidade Católica do Rio Grande do Sul. Becker studeerde een half jaar Sociologie en volgde lessen radiojournalistiek en semiotiek. Ze schreef een artikel over surfkampioen Andrea Lopes, dat werd gepubliceerd in de krant Folha de S.Paulo. In 1994 studeerde Becker af aan de universiteit omdat ze nog een semester bleef om de Course Completion Work over inbreuk op de privacy en breekbare en onbreekbare barrières voor journalisten af te ronden. Tijdens de cursus werkte ze bij Jornal Vertical, Ipanema FM en Zero Hora.

### Carrière
In 1995 reisde Becker naar Rio de Janeiro om als verslaggeefster in dienst te treden bij het televisienetwerk Rede Globo, op een moment dat vrouwen schaars waren in de sportjournaals van Brazilië in een omgeving die voor 95 procent door mannen werd bevolkt. Ze vond de omgeving niet gastvrij, maar ging verder met het verslag geven van voetbal, extreme sporten en watersporten voor Rede Globo en de World Surf League op de eilanden Hawaï en Tahiti in 2003 en 2004. In 2007 begon Becker voor Rede Globo als presentatrice Formule 1 te verslaan. Ze deed ook verslag van de Sertões International Rally in 2009, wat haar kennis van de autosport verbreedde. Becker was verslaggever bij de Olympische Zomerspelen van 2016 in Rio de Janeiro. Ze wordt door Rede Globo ook opgeroepen voor breaking news-verhalen wanneer dat nodig was. Na het uitstel van het wereldkampioenschap Formule 1 in 2020 door het wereldbestuur van de autosport, de Fédération Internationale de l'Automobile, voor drie maanden als gevolg van de COVID-19 pandemie, reisde ze naar de vijf rondes van het seizoen met de auto en niet met het vliegtuig om te voorkomen dat ze veel tijd binnen doorbracht.

### Persoonlijk leven
Becker woont in Monaco met producer Jayme Brito, met wie ze in 2009 trouwde. Becker spreekt vloeiend vier talen, iets wat ze demonstreerde tijdens Rede Globo's uitzending van de Grand Prix van Toscane 2020. Ze zegt dat ze vroeg opstaat om zich naar het racecircuit te wagen als voorbereiding op de uitzending van een Grand Prix door het netwerk en tot laat in de avond doorwerkt in de directe omgeving.